# Tavola calda (Edward Hopper)
Tavola calda (Automat) è un dipinto in olio su tela di Edward Hopper del 1927.

## Descrizione
Il dipinto rappresenta una giovane flapper sorseggiante una tazza di caffè in una tavola calda a Manhattan; l'opera venne infatti realizzata nei Roaring Twenties.

## Storia
Hopper presentò il quadro all'inaugurazione della sua seconda mostra personale a New York il giorno di San Valentino del 1927.